# Việt Hùng, Trực Ninh
Việt Hùng là một xã thuộc huyện Trực Ninh, tỉnh Nam Định, Việt Nam.
Xã Việt Hùng có diện tích 8,89 km², dân số năm 1999 là 10723 người, mật độ dân số đạt 1206 người/km².